# Akira Yamaoka
Akira Yamaoka (山岡晃, Yamaoka Akira) (Niigata, 6 februari 1968) is een Japans musicus en computerspelcomponist, die vele titels heeft geproduceerd voor Konami. Yamaoka wilde eerst naar het Tokyo Art College, waar hij productdesign en interieurdesign studeerde. Hij begon te werken bij Konami op 21 september 1993, nadat hij lange tijd freelance componist was geweest.
Yamaoka is vooral bekend geworden onder het publiek door zijn composities voor de Silent Hill-reeks computerspellen. Tevens werd zijn muziek bewerkt voor de Silent Hill speelfilm door Jeff Danna. Zijn meest bekende muziekstuk is Theme of Laura voor het Konami-spel Silent Hill 2. Ook zijn de diverse liedje die hij geschreven heeft voor zangeres Mary Elizabeth McGlynn (ook voor de Silent Hill spellen) erg populair onder zijn fans.